# توي (إسفراين)
توي (بالفارسية: توی) هي قرية تقع في قسم دامن كوه الريفي (مقاطعة إسفراين) في إيران. يقدر عدد سكانها بـ 1,327 نسمة .